# أنتون شونين
أنتون فلاديميروفيتش شونين (بالروسية: Антон Владимирович Шунин) (مواليد 27 يناير 1987 في موسكو، الاتحاد السوفييتي) لاعب كرة قدم روسي يجيد اللعب في مركز حارس المرمى ويلعب حاليا في نادي دينامو موسكو الروسي منذ 1994.

## روابط خارجية
- أنتون شونين على موقع الاتحاد الدولي (مؤرشف)  (الإنجليزية)
- أنتون شونين على موقع الاتحاد الأوربي (الإنجليزية)
- أنتون شونين على موقع قاعدة بيانات كرة القدم.إي يو (الإنجليزية)
- أنتون شونين على موقع ناشيونال فوتبول تيمز (الإنجليزية)
- أنتون شونين على موقع Soccerway.com (الإنجليزية)
- أنتون شونين على موقع عالم كرة القدم.نت (الإنجليزية)
- أنتون شونين على موقع AS.com (الإسبانية)